# Macizo de Tauro II
Macizo de Tauro II este o arie protejată (arie specială de conservare — SAC, sit de importanță comunitară — SCI) din Spania întinsă pe o suprafață de 5.117,6 ha, integral pe uscat.

## Localizare
Centrul sitului Macizo de Tauro II este situat la coordonatele 27°49′43″N 15°41′16″W / 27.8285°N 15.6878°V.

## Înființare
Situl Macizo de Tauro II a fost declarat sit de importanță comunitară în octombrie 1999 pentru a proteja 1 specie de plante. Situl a fost protejat și ca arie specială de conservare în ianuarie 2010.

## Biodiversitate
Situată în ecoregiunea , aria protejată conține 4 habitate naturale: Păduri de pin endemic canariene, Tufărișuri termo-mediteraneene și de pre-deșert, Galerii și tufărișuri riverane sudice (Nerio-Tamaricetea și Securinegion tinctoriae), Pante stâncoase silicioase cu vegetație casmofită.
La baza desemnării sitului se află o specie protejată de  plante: Teline rosmarinifolia.